# London Town
Albums de Wings
Wings over America
(1976) Wings Greatest
(1978)
London Town est le sixième album studio des Wings paru en 1978. Il est préparé dans une période de calme offerte par la grossesse de Linda McCartney. C'est également une période de changement pour le groupe, avec le départ du batteur Joe English et du guitariste Jimmy McCulloch. 
Sous forme de trio, le groupe compose de nouvelles chansons, et voit l'affirmation de la collaboration entre Paul McCartney et Denny Laine. Il produit également le single Mull of Kintyre, no 1 au Royaume-Uni et meilleure vente de toute la décennie dans ce pays.
L'album lui-même est assez bien reçu par la critique qui, ne sachant pas vraiment quoi en dire, le qualifie d'album de transition. Aux États-Unis, l'album n'atteint pas la 1re place contrairement aux cinq précédents, mais s'arrête en 2e. Il atteint la quatrième place au Royaume-Uni.

## Histoire
Après le succès commercial de 1976, avec Wings at the Speed of Sound et la tournée bien accueillie "Wings Over the World", le leader du groupe, Paul McCartney, prévoyait de faire de 1977 une année similaire. En février, Wings a commencé les sessions d'enregistrement aux studios Abbey Road, qui se sont poursuivies jusqu'à la fin mars. Wings y a enregistré cinq chansons : "Girls' School", "Name and Address", "London Town", "Children, Children" et "B-Side to Seaside" de Linda McCartney. Le dernier a été publié comme la face B du single "Seaside Woman" (publié sous le nom de "Suzy and the Red Stripes"). Le plan initial selon lequel Wings ferait une nouvelle tournée aux États-Unis a été contrecarré par le fait que Linda était enceinte du troisième enfant de Paul. Sachant qu'ils n'allaient pas faire de tournée et qu'ils avaient du temps à leur disposition – et une fois de plus à la recherche de différents locaux pour enregistrer – Wings s'est retrouvé amarré sur un yacht appelé Fair Carol dans les îles Vierges au cours du mois de mai où plusieurs nouvelles chansons ont été enregistrées. Reflétant le lieu nautique, le titre provisoire de l'album était Water Wings. Au fur et à mesure que la grossesse de Linda progressait, le groupe interrompit les sessions de l'album, à l'exception de l'enregistrement d'un nouveau morceau intitulé "Mull of Kintyre" en août et de l'achèvement de "Girls 'School" déjà commencé. Les deux chansons sont sorties en single à la fin de 1977 – la seule nouveauté des Wings cette année-là.
Avant la sortie du single, deux défections de Wings ont eu lieu : le batteur Joe English avait eu le mal du pays pour l'Amérique et est rentré chez lui, et le guitariste soliste Jimmy McCulloch a quitté les Wings pour rejoindre les Small Faces en septembre. Pour la première fois depuis Band on the Run de 1973, les Wings étaient réduits à trois musiciens, Paul, Linda et Denny Laine, comme le reflète la pochette photo du single.
En novembre, deux mois après la naissance du fils des McCartney, James, et peu de temps après la reprise des sessions pour London Town, l'hommage écossais "Mull of Kintyre" est sorti avec un énorme succès commercial. La chanson est devenue le single le plus vendu au Royaume-Uni, devançant le plus gros vendeur des Beatles " She Loves You ". Bien qu'il soit dominé en 1984 par "Do They Know It's Christmas?" de Band Aid, "Mull of Kintyre" se classe toujours comme le quatrième single le plus vendu au Royaume-Uni et le single non caritatif le plus vendu.
L'enregistrement pour London Town s'est terminé avec un overdubbing final en janvier 1978. Le single "With a Little Luck" est sorti le 31 mars et est devenu un hit numéro 1 aux États-Unis. présente la chanson "Girlfriend", que la pop star américaine Michael Jackson a ensuite reprise sur son album de 1979 Off the Wall
En 1993, London Town a été remasterisé et réédité sur CD dans le cadre de la série Paul McCartney Collection. "Mull of Kintyre" et "Girls School" ont été ajoutés en bonus. Laine a inclus des versions de "Children Children" et "Deliver Your Children" sur son album de 1996 Wings at the Sound of Denny Laine.

## Réception
London Town a reçu des critiques généralement défavorables de la part des critiques musicaux. Dans les charts, il a culminé au numéro 4 au Royaume-Uni et au numéro 2 aux États-Unis, où il s'est vendu à plus d'un million d'exemplaires et est devenu disque platine. Après un bon départ au départ, cependant, il lui manquait la puissance restante des versions précédentes des Wings. Les singles suivants de l'album, "I've Had Enough" et la chanson titre, sont devenus des succès relativement mineurs. L'album marque la fin du pic commercial de Wings et le début d'une légère crise commerciale pour McCartney.
Paul aurait été mécontent de Capitol Records aux États-Unis, où "Mull of Kintyre" était ignoré par les programmateurs de radio ; Sa face B, "Girls School", n'a atteint que la 33e place des charts américains. Il était en outre consterné par ce qu'il considérait comme la promotion terne du Capitole pour London Town. Son contrat étant terminé, il s'engage chez Columbia Records pour l'Amérique du Nord (restant avec EMI ailleurs dans le monde) et y restera jusqu'en 1984, avant de retourner avec Capitol Records aux États-Unis.
L'album a été certifié platine en Australie le jour de sa sortie.

## Liste des chansons

### Album original
Toutes les chansons sont écrites et composées par Paul McCartney, sauf indication contraire.
| 1. | London Town           | Paul McCartney, Denny Laine | 4:10 |
| 2. | Cafe on the Left Bank |                             | 3:25 |
| 3. | I'm Carrying          |                             | 2:44 |
| 4. | Backwards Traveller   |                             | 1:09 |
| 5. | Cuff Link             |                             | 1:59 |
| 6. | Children Children     | Paul McCartney, Denny Laine | 2:22 |
| 7. | Girlfriend            |                             | 4:39 |
| 8. | I've Had Enough       |                             | 3:02 |

| 9.  | With a Little Luck             |                             | 5:45 |
| 10. | Famous Groupies                |                             | 3:36 |
| 11. | Deliver Your Children          | Paul McCartney, Denny Laine | 4:17 |
| 12. | Name and Adress                |                             | 3:07 |
| 13. | Don't Let It Bring You Down    | Paul McCartney, Denny Laine | 4:34 |
| 14. | Morse Moose and the Grey Goose | Paul McCartney, Denny Laine | 6:25 |

### Rééditions
| 15. | Girl's School   |                             | 4:38 |
| 16. | Mull of Kintyre | Paul McCartney, Denny Laine | 4:42 |

## Fiche de production

### Musiciens
Wings
- Paul McCartney : chant, chœurs, guitares, basse, claviers, batterie, percussions, violon, flageolet, flûte à bec, Gizmotron
- Denny Laine : guitare, basse, flageolet, flûte à bec, percussions, chœurs, chant sur Children Children et Deliver Your Children
- Jimmy McCulloch : guitare, basse, percussions
- Linda McCartney : chant, chœurs, claviers, percussions
- Joe English : batterie, percussions, chant, harmonica